# Соболєвський Петро Станіславович
Петро Станіславович Соболєвський (рос. Пётр Станиславович Соболевский; 22 травня 1904, Томськ, Російська імперія — 26 липня 1977, Москва, Російська РФСР) — радянський російський актор. Заслужений артист РРФСР (1965).
Закінчив Ленінградський інститут сценічного мистецтва (1931).

## Фільмографія
- «Братик» (1927, водій)
- «Двадцять два нещастя» (1930, Дозоров)
- «Снайпер» (1931, російський солдат)
- «Жити» (1933, червонофлотець)
- «Боротьба триває» (1938, Карл Мерц),
- «Таємниця двох океанів» (1956, Петро Дружинін, помічник командира підводного човна)
- «Шляхами війни» (1958, Паска)
- «Альошкіна любов» (1960)
- 1963 — Коротке літо в горах
- 1966 — Слідство триває

Знімався в українських стрічках:
- «Сімнадцятилітні» (1939, командир),
- «Максимко» (1953, штурман),
- «Казка про Хлопчиша-Кибальчиша» (1965),
- «Увімкніть північне сяйво» (1972),
- «День янгола» (1968, Цікавий).